# デビッド・アーズマ
デビッド・アラン・アーズマ（David Allan Aardsma, 1981年12月27日 - ）は、アメリカ合衆国コロラド州デンバー出身の元プロ野球選手（投手）。右投右打。

## 経歴

### プロ入り前
2000年、チェリー・クリーク高等学校卒業。卒業度はペンシルベニア州立大学に進学したが、2001年にテキサス州ヒューストンにあるライス大学へ転校した。同大ではクローザーとして活躍し、2002-2003シーズンには同大学のセーブ数のシーズン記録と通算記録を塗り替えた。また、2003年のメンズ・カレッジ・ワールドシリーズでは打者16人中15人を抑えるなど、2勝1セーブを挙げ、チームの初の全国優勝に貢献した。

### ジャイアンツ時代
2003年のMLBドラフト1巡目（全体22位）でサンフランシスコ・ジャイアンツから指名され、プロ入り。この年は傘下のA+級サンノゼ・ジャイアンツで18試合に登板し、防御率1.96という成績だった。
2004年4月6日、ミニッツメイド・パークで行われた開幕2戦目のヒューストン・アストロズ戦で、AA級及びAAA級を経験することなくメジャーデビューを果たした。6回裏から3番手として登板し、2回を3安打1四球ながらも無失点に抑え、家族や友人の前でメジャー初登板初勝利を挙げた。だが、シーズン最初の6登板こそ自責点1、防御率1.80で乗り越えたものの、その後の5試合中4試合で失点するなど打ち込まれ、トータルでは11試合で防御率6.75と、結果を残すことは出来なかった。
2005年はAA級ノーウィッチ・ナビゲーターズで開幕を迎えた。

### カブス時代
2005年5月28日にラトロイ・ホーキンスとのトレードで、ジェローム・ウィリアムズと共にシカゴ・カブスへ移籍した。マイナーでは11試合の先発を含む42試合に登板したが、メジャーに昇格することは出来なかった。
引き続きカブスに在籍していた2006年は、メジャーで45試合に登板した。このうち負けている場面での登板が32試合と、重要な場面はそれほど任されなかったが、9月に12回連続無失点の好投を見せるなど、8月以降は25試合で防御率3.21の数字を残した。また、左打者を被打率.190（63打数12安打）に封じ込めた。

### ホワイトソックス時代
シーズン後の10月16日、ニール・コッツとのトレードで、シカゴ・ホワイトソックスへ移籍。前年終盤の好投もあって、2007年は開幕ロースター入りを果たした。その期待に応え、開幕戦でこそいきなり1点を失うものの、最初の15登板では22回を投げ、防御率1.64という好投を見せた。ところが5月19日のカブス戦でアウトを一つしか獲れずに5点を失うと、翌日のカブス戦でも1回で4点を失い、更に6月2日のトロント・ブルージェイズ戦でも1回5失点と、急に精彩を欠くようになった。この後一旦マイナーへ降格し、6月19日にメジャー復帰を果たすも、7月4日のボルチモア・オリオールズ戦で3失点（自責点2）したのを最後に再び降格し、マイナーでシーズンを終えることとなった。この年はマイナーでも自己最悪の防御率4.33に終わるなど、終わってみれば飛躍のシーズンとはならなかった。

### レッドソックス時代

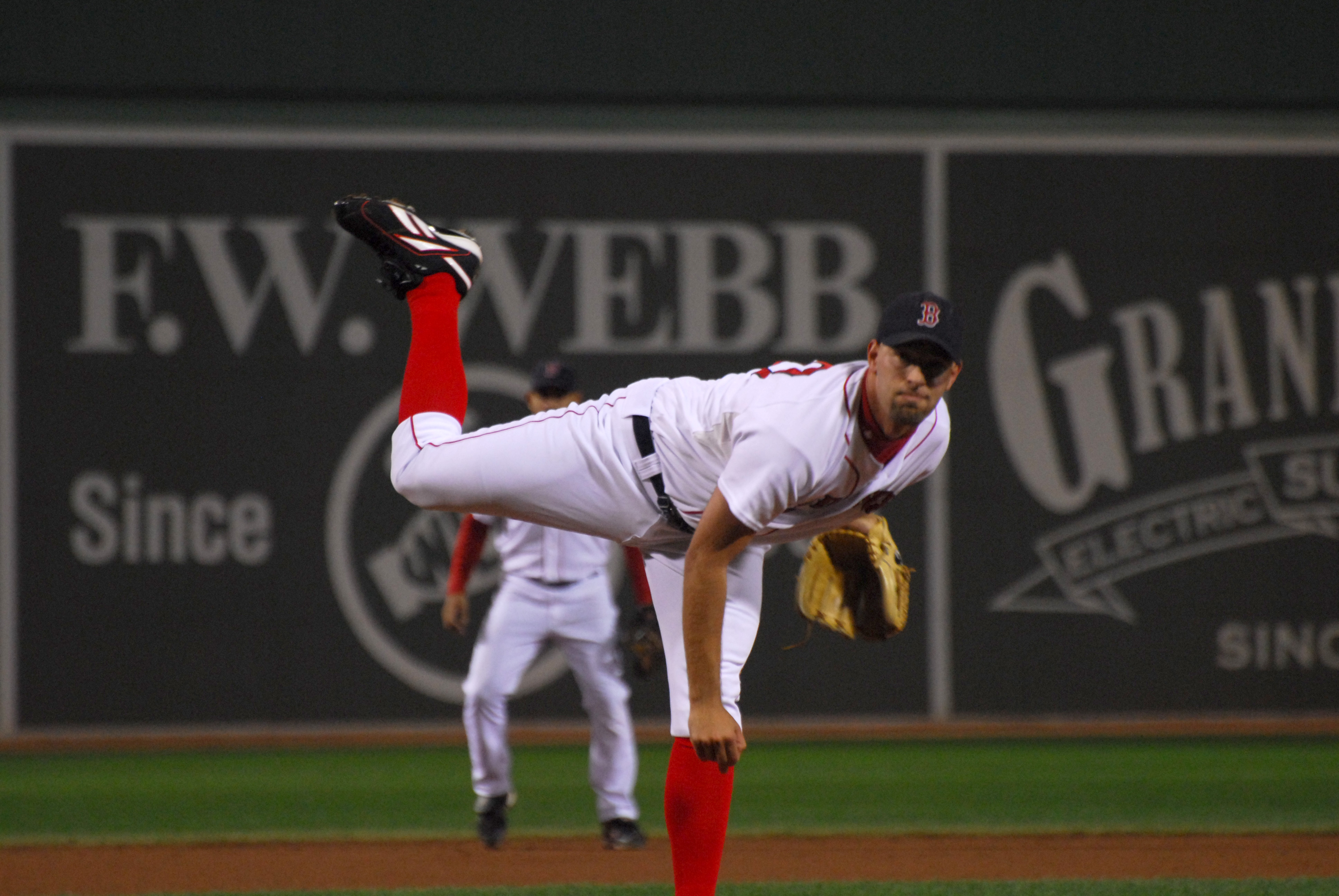
ボストン・レッドソックス時代
（2008年9月24日）

2008年1月28日にトレードで、ボストン・レッドソックスへ移籍。この年は7月終了時点で38試合に投げ、防御率2.75、被打率.207、39.1回で41奪三振など軒並み優秀な数字を残していたが、それ以降は前年同様息切れし、8月以降は9試合で防御率17.36、被打率.465という別人のような不振に陥った。結局シーズンでは防御率5.55に終わる。

### マリナーズ時代

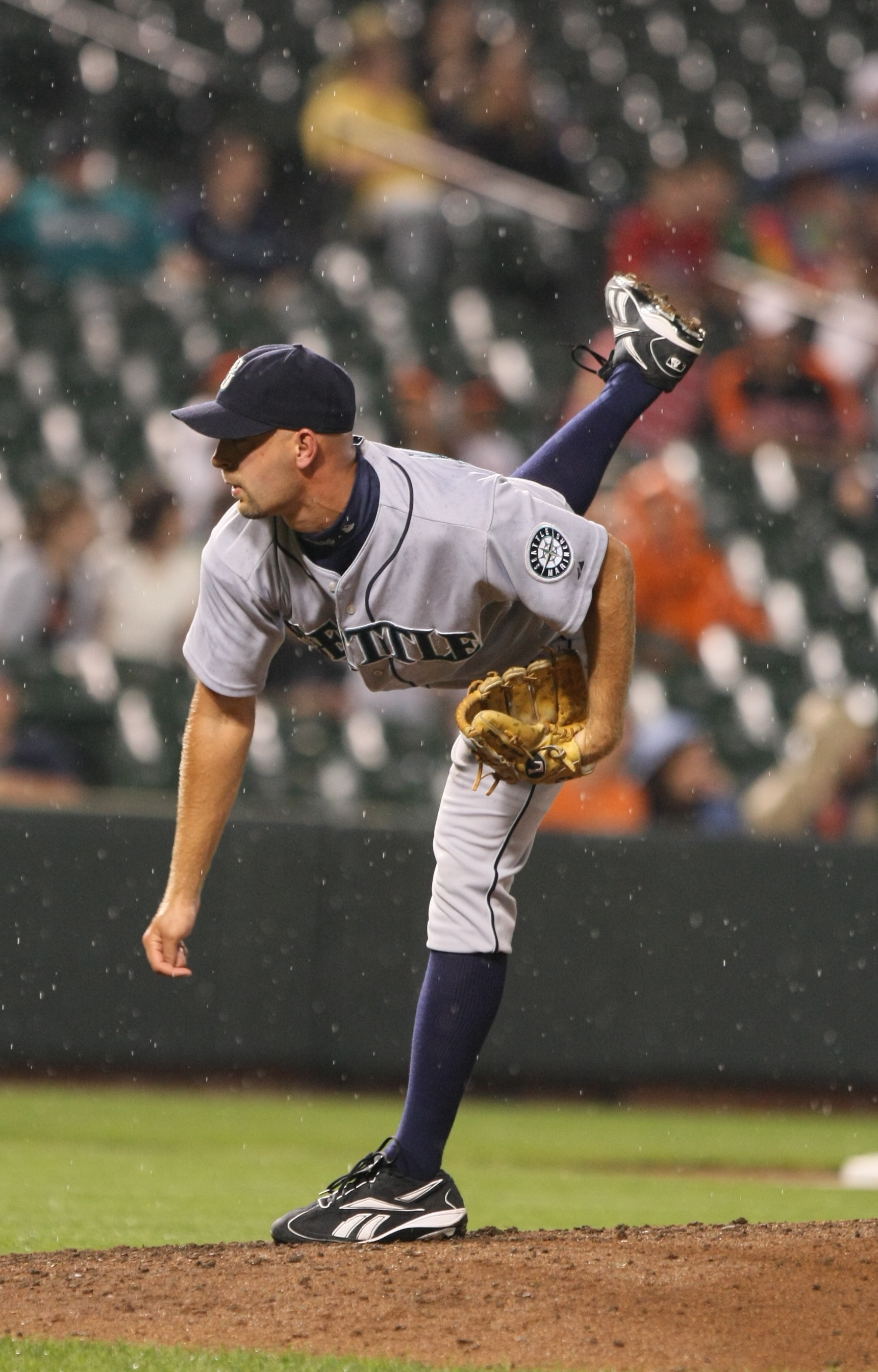
シアトル・マリナーズ時代
（2009年6月10日）

2009年1月15日、レッドソックスがマーク・コッツェイと再契約したのを受け、1月20日にトレードでシアトル・マリナーズへと移る。ブランドン・モローと交互にクローザーとして起用され、4月10日にキャリア初セーブをマークした。その後モローの不調と先発転向により正クローザーとなり、自己最多の73試合に登板。与四球率こそ4.29と制球力は改善されなかったものの、シーズン通して防御率2点台以下をキープ。リーグ4位となる38セーブをマークし、WHIPも1.16を記録した。
2010年も開幕からクローザーを務めた。最初の6登板は無失点で抑え、6セーブを稼いだものの、武器である速球のキレがあまり良くなく、前半戦終了時点で2点以上失った試合が6試合に上り、防御率も5.40にとどまる。しかし後半戦は復調し、22試合を防御率0.84に抑え、被打率も.121と、ほぼ非の打ちどころのないピッチングを披露。シーズンでは31セーブをマークし、アメリカンリーグの7位にランクインした。
2011年は、1月に左足の手術、7月にはトミー・ジョン手術を受けるなど故障に見舞われ、4月にマイナーリーグで5試合に登板したのみに終わった。10月31日にFAとなった。

### ヤンキース時代
2012年2月22日、ニューヨーク・ヤンキースと1年総額50万ドルで契約した。6月にマイナーリーグでトミー・ジョン手術後の初登板を記録すると、9月27日のトロント・ブルージェイズ戦で約2年ぶりとなるMLB復帰を果たした。この年はこの1試合登板に終わった。
2013年3月29日にDFAとなり、その後放出された。

### マーリンズ傘下時代
2013年4月13日にマイアミ・マーリンズとマイナー契約を結んだ。傘下のAAA級ニューオーリンズ・ゼファーズでは10試合・防御率2.57と一定の数字を残していたものの、5月15日に放出された。その後、NPBの阪神タイガースが獲得に名乗り出したが、アーズマ本人が日本への移籍を望んでいなかったため、阪神への入団は実現しなかった。

### メッツ時代

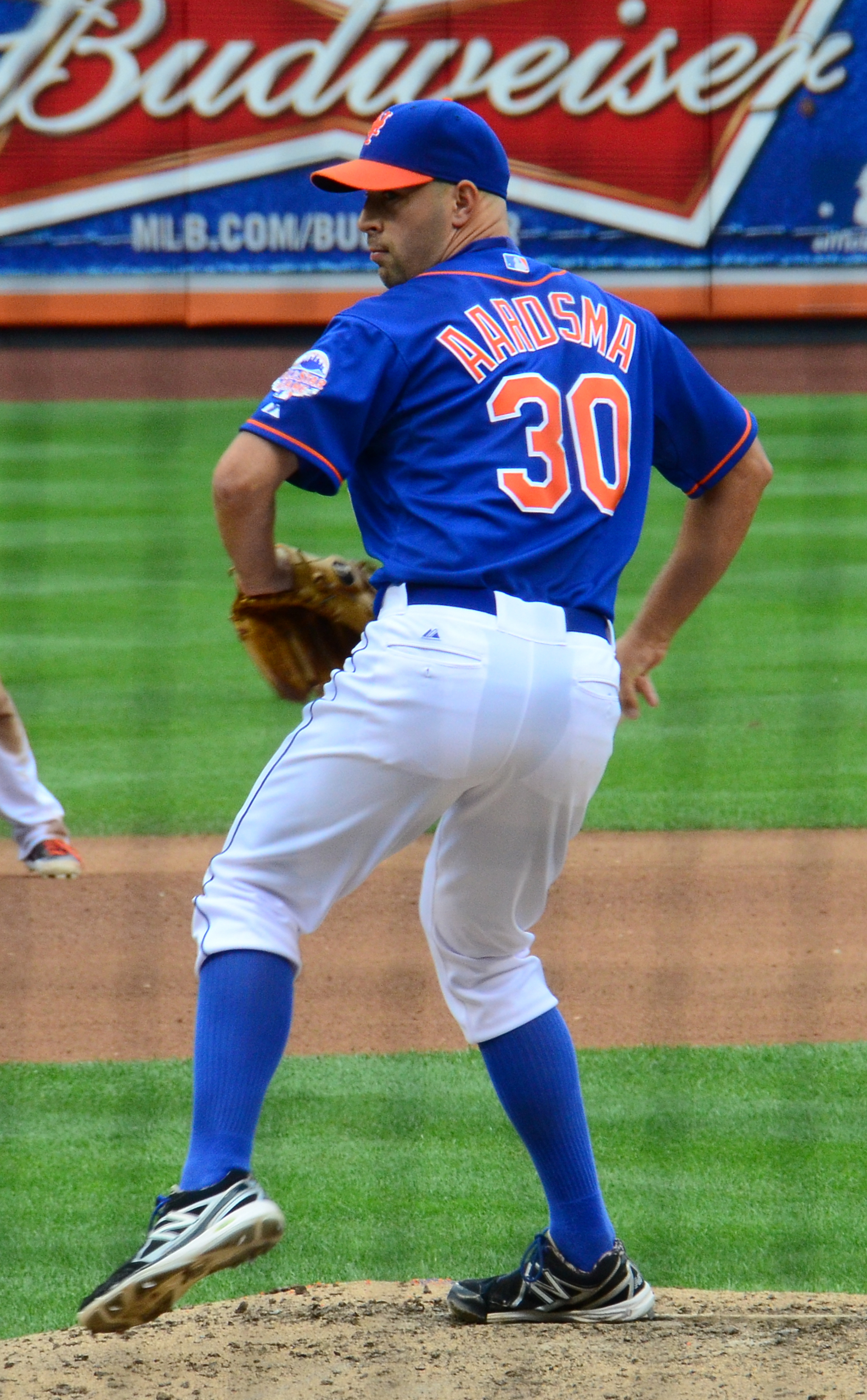
ニューヨーク・メッツ時代
（2013年7月25日）

2013年5月20日にニューヨーク・メッツとマイナー契約を結んだ。傘下のAAA級ラスベガス・フィフティワンズでは主に9回のマウンドを任され、8試合・11奪三振・防御率1.13・3セーブと実力を発揮した。6月8日にメジャーに昇格。6月は10試合に登板し、防御率1.80・被打率.171と、マイナーでの好調を維持する快投を見せた。しかし、6月には1つだけだった四球を7月だけで7個与えるなど徐々に調子は下降し、防御率も7月に3点台、8月に4点台となる。9月にはビハインドでの場面の登板が増えるなど、かつてのようにクローザーとして活躍することは出来なかった。シーズンでは43試合・防御率4.31という成績で、3年振りにメジャーでの40試合以上の登板を果たした。シーズン終了後の10月31日にFAとなった。

### メッツ退団後
2014年1月23日にクリーブランド・インディアンスとマイナー契約を結んだが、3月21日に放出された。5日後の26日にセントルイス・カージナルスとマイナー契約を結び、開幕から傘下のAAA級メンフィス・レッドバーズでマウンドに立った。16試合連続無失点を記録するなど、シーズンでは35試合・38奪三振・防御率1.46と力を発揮したが、この年はメジャーで登板することはなかった。シーズン終了後の11月4日にFAとなった。
2015年2月15日にロサンゼルス・ドジャースとマイナー契約を結んだ。開幕後は傘下のAAA級オクラホマシティ・ドジャースでプレーしていたが、6月4日に自ら選んで契約を途中で放棄する「オプトアウト」を行使して自由契約となった。6月6日にアトランタ・ブレーブスとマイナー契約を結んだ。9日にメジャー契約を結んでアクティブ・ロースター入りした。8月24日にDFAとなり、9月1日に自由契約となった。
2016年2月5日にブルージェイズとマイナー契約を結んだ。開幕から傘下のAAA級バッファロー・バイソンズでプレーしていたが、5月24日に「オプトアウト」を行使して自由契約となった。
2017年4月5日に独立リーグ・アトランティックリーグのロングアイランド・ダックスと契約。23試合に登板して1勝2敗9セーブ・防御率2.01・31奪三振の成績を残した。

### 引退後
2018年2月5日に引退を表明した。今後はブルージェイズのフロント（育成部門）入りする。

## 投球スタイル・人物
- 150km/hを超える速球が主な武器。2010年は、全投球のうち75.8%が速球だった[12]。
- 姉のアマンダ・アーズマ（Amanda Aardsma）は1997年にコロラド州代表でミス・ティーンUSAに出場した経歴を持つ女優で、ドラマ『CSI:科学捜査班』などに出演している[13]。
- 2010年6月に第1子が誕生した[14]。
- 祖父母がオランダ出身であるため、ワールド・ベースボール・クラシックの際にはオランダ代表の候補に名前が挙がった（選出はされていない）。
- メジャーリーグでプレーした経験のある全選手をアルファベット順に並べると、このアーズマが先頭に来る[15]。アーズマが2004年にメジャーデビューするまでは、ハンク・アーロンが先頭だった。

## 詳細情報

### 年度別投手成績
| 年 度    | 球 団    | 登 板 | 先 発 | 完 投 | 完 封 | 無 四 球 | 勝 利 | 敗 戦 | セ 丨 ブ | ホ 丨 ル ド | 勝 率 | 打 者 | 投 球 回 | 被 安 打 | 被 本 塁 打 | 与 四 球 | 敬 遠 | 与 死 球 | 奪 三 振 | 暴 投 | ボ 丨 ク | 失 点 | 自 責 点 | 防 御 率 | W H I P |
| -------- | -------- | ----- | ----- | ----- | ----- | -------- | ----- | ----- | -------- | ----------- | ----- | ----- | -------- | -------- | ----------- | -------- | ----- | -------- | -------- | ----- | -------- | ----- | -------- | -------- | ------- |
| 2004     | SF       | 11    | 0     | 0     | 0     | 0        | 1     | 0     | 0        | 1           | 1.000 | 61    | 10.2     | 20       | 1           | 10       | 0     | 2        | 5        | 0     | 0        | 8     | 8        | 6.75     | 2.81    |
| 2006     | CHC      | 45    | 0     | 0     | 0     | 0        | 3     | 0     | 0        | 5           | 1.000 | 225   | 53.0     | 41       | 9           | 28       | 0     | 1        | 49       | 1     | 0        | 25    | 24       | 4.08     | 1.30    |
| 2007     | CWS      | 25    | 0     | 0     | 0     | 0        | 2     | 1     | 0        | 3           | .667  | 151   | 32.1     | 39       | 4           | 17       | 3     | 1        | 36       | 2     | 0        | 24    | 23       | 6.40     | 1.73    |
| 2008     | BOS      | 47    | 0     | 0     | 0     | 0        | 4     | 2     | 0        | 4           | .667  | 228   | 48.2     | 49       | 4           | 35       | 2     | 5        | 49       | 3     | 0        | 32    | 30       | 5.55     | 1.73    |
| 2009     | SEA      | 73    | 0     | 0     | 0     | 0        | 3     | 6     | 38       | 6           | .333  | 296   | 71.1     | 49       | 4           | 34       | 3     | 0        | 80       | 2     | 0        | 23    | 20       | 2.52     | 1.16    |
| 2010     | SEA      | 53    | 0     | 0     | 0     | 0        | 0     | 6     | 31       | 0           | .000  | 202   | 49.2     | 33       | 5           | 25       | 5     | 2        | 49       | 2     | 0        | 19    | 19       | 3.44     | 1.17    |
| 2012     | NYY      | 1     | 0     | 0     | 0     | 0        | 0     | 0     | 0        | 0           | ----  | 5     | 1.0      | 1        | 1           | 1        | 0     | 0        | 1        | 0     | 0        | 1     | 1        | 9.00     | 2.00    |
| 2013     | NYM      | 43    | 0     | 0     | 0     | 0        | 2     | 2     | 0        | 4           | .500  | 178   | 39.2     | 39       | 7           | 19       | 6     | 4        | 36       | 1     | 1        | 20    | 19       | 4.31     | 1.46    |
| 2015     | ATL      | 33    | 0     | 0     | 0     | 0        | 1     | 1     | 0        | 6           | .500  | 179   | 30.2     | 25       | 6           | 14       | 3     | 1        | 35       | 1     | 0        | 17    | 16       | 4.70     | 1.27    |
| MLB：9年 | MLB：9年 | 331   | 0     | 0     | 0     | 0        | 16    | 18    | 69       | 29          | .471  | 1525  | 337.0    | 296      | 41          | 183      | 22    | 16       | 340      | 12    | 1        | 169   | 160      | 4.27     | 1.42    |

### 年度別守備成績
| 年 度 | 球 団 | 投手（P） | 投手（P） | 投手（P） | 投手（P） | 投手（P） | 投手（P） |
| 年 度 | 球 団 | 試 合     | 刺 殺     | 補 殺     | 失 策     | 併 殺     | 守 備 率  |
| ----- | ----- | --------- | --------- | --------- | --------- | --------- | --------- |
| 2004  | SF    | 11        | 0         | 0         | 0         | 0         | ----      |
| 2006  | CHC   | 45        | 1         | 5         | 0         | 1         | 1.000     |
| 2007  | CWS   | 25        | 2         | 4         | 1         | 0         | .857      |
| 2008  | BOS   | 47        | 3         | 6         | 0         | 0         | 1.000     |
| 2009  | SEA   | 73        | 2         | 5         | 0         | 1         | 1.000     |
| 2010  | SEA   | 53        | 2         | 3         | 1         | 0         | .833      |
| 2012  | NYY   | 1         | 0         | 0         | 0         | 0         | ----      |
| 2013  | NYM   | 43        | 1         | 5         | 0         | 0         | 1.000     |
| 2015  | ATL   | 33        | 0         | 1         | 1         | 0         | .500      |
| MLB   | MLB   | 331       | 11        | 29        | 3         | 2         | .930      |

### 背番号
- 33（2004年）
- 54（2006年 - 2007年）
- 53（2008年 - 2010年）
- 35（2012年）
- 30（2013年）
- 32（2015年）